# Satish Sharma
Satish Sharma (Secunderabad, Telangana, 11 de octubre de 1947-Goa, 17 de febrero de 2021) fue un político indio. Representaba al partido Congreso Nacional Indio y fue miembro del Gabinete de la Unión en el Gobierno de la India. La carrera política de Sharma se vio impulsada por su cercanía con Rajiv Gandhi y, después de su asesinato, con su esposa y centro de poder político de facto del partido del Congreso, Sonia Gandhi. Ocupó asientos en el Lok Sabha a instancias tanto de la familia Nehru-Gandhi como del electorado.

## Vida personal
Satish Sharma nació el 11 de octubre de 1947 en Secunderabad, una ciudad del estado indio de Telangana. Fue educado en el colegio Col. Brown Cambridge School en Dehradun y luego fue entrenado como piloto en Kansas City, Misuri. Estaba casado con Sterre Sharma, quien fundó y dirige el museo de joyas tribales de Mangar Bani en Delhi-Haryana, un bosque sagrado en el distrito de Faridabad. Murió el 17 de febrero de 2021 en Goa.

## Carrera política
En 1991 fue elegido miembro del Lok Sabha en una votación secundaria de la circunscripción de Rajiv Gandhi de Amethi tras el asesinato de este último. Desde enero de 1993 hasta diciembre de 1996 fue Ministro de Petróleo y Gas Natural. Fue elegido nuevamente para el Lok Sabha por Amethi en 1996, y después de perder en Amethi en 1998, fue elegido nuevamente para el Lok Sabha por Raebareli en 1999.

## Comités parlamentarios
- Miembro del Comité de Transporte y Turismo (1999-2000).
- Miembro consultivo del Comité del Ministerio de Aviación Civil (2004-2009, 2009-2010).
- Miembro del Comité de Transporte, Turismo y Cultura (2009-2014).
- Miembro del Comité de Desarrollo Urbano (2014-2021).